# Wyulda squamicaudata
Wyulda squamicaudata hay cáo túi đuôi vảy là một loài động vật có vú trong họ Phalangeridae, bộ Hai răng cửa. Loài này được Alexander mô tả năm 1918.